# 킹스 오브 리언
킹스 오브 리언(Kings of Leon)은 미국의 록 밴드이다.